# Shemayet
Shemayet was binnen de oud-Egyptische muziek de titel voor - in de meeste gevallen - vrouwen die muziek maakten in tempels. Het woord shemayet werd normaliter gevolgd door de naam van de god met wie zo'n vrouw zich verbond.
Hoewel er al veel eerder muzikanten waren, werd de titel shemayet voor het eerst gebruikt in de 18e dynastie. Het werd na de titel meesteres van het huis de meest voorkomende titel voor elitevrouwen. Shemayets werden echter in de eerste eeuwen na het ontstaan van de titel, niet volledig erkend. De titel verscheen tot in het Nieuwe Rijk niet op monumenten en graven.
De muziek die aan de shemayets toebehoorde was de tempelmuziek. In het Oude Egypte bestond dit genre uit sistrumspel, hymnezang en klappen. De vrouwelijke muzikanten voerden hun muzikale uitspattingen meestal uit in cheners, die begeleid werden door een zogenaamde weret-chener.